# Škoda 1201
El Škoda 1201 fue un modelo de automóvil producido por el fabricante de automóviles checo Škoda, en su planta de Mladá Boleslav, entre 1955 y 1961.
El modelo apareció como sucesor del Skoda 1200, del que heredó su carrocería de formato pontón. Se produjeron versiones berlina y familiar, así como un modelo furgoneta.  

## Características técnicas
El vehículo estaba impulsado por un motor OHV de 4 cilindros y 1221 cc. refrigerado por agua, produciendo una potencia de 33 cv a 4200 rpm. Poseía caja de cambio manual de cuatro velocidades, tracción trasera y alcanzaba una velocidad máxima de 90 km/h.
Su producción cesó en 1961 tras haber producido 70 000 unidades, siendo sustituido por el Škoda 1202.